# Joseph Anglade
Pour les articles homonymes, voir Anglade (homonymie).
Joseph Anglade (Josèp Anglada en occitan,), né le 11 octobre 1868 à Lézignan-Corbières (Aude) et mort le 13 juillet 1930 à Toulouse, est un philologue et romaniste français, spécialisé dans l'étude de la lyrique des troubadours.
Il est connu notamment pour avoir fait adopter le terme de langue occitane ; qu'il appelle dialectes occitaniens, parlers occitaniens, langues occitaniennes ; à la place de langue provençale.

## Biographie
Passionné par les études, Joseph Anglade devient professeur de collège puis de faculté, entre autres à Toulouse où il enseigne les langues et la littérature méridionales.
Il publie de nombreux ouvrages sur l’occitan, les troubadours et leur histoire, dont une Grammaire de l'ancien provençal, et fonde un Institut d'études méridionales, dont le Centre de ressources occitanes et méridionales est aujourd'hui l'héritier.
L’Académie française lui décerne le prix Saintour en 1906 et en 1922 pour Le troubadour Guiraut Riquier, étude de la décadence de l’ancienne poésie provençale et Histoire sommaire de la littérature méridionale au moyen âge (des origines à la fin du XVe siècle).
Joseph Anglade représente le symbole de l’alliance de l'universitaire et du félibre notable. Il fut élu mainteneur de l'Académie des Jeux floraux en 1911.
De 1918 à sa mort, il est majoral du Félibrige.
Il décède à son domicile, au no 50 rue des Chalets, à Toulouse.

## Ouvrages
- Grammaire de l’ancien provençal ou ancienne langue d’oc : phonétique et morphologie (lire en ligne)
- Le troubadour Guiraut Riquier. Étude sur la décadence de l'ancienne poésie provençale, Féret et fils, Bordeaux ; Fontemoing, Paris, 1905 (lire en ligne)
- Les Troubadours, leurs vies, leurs œuvres, leur influence (1908), 2e édition 1919 (lire en ligne)
- La bataille de Muret (12 septembre 1213) d'après la Chanson de la Croisade, texte et traduction (1913) (lire en ligne)
- Onomastique des troubadours (1916)
- Las leys d'amors, manuscrit de l'Académie des jeux floraux, Imprimerie et librairie Édouard Privat, Toulouse, Auguste Picard, Paris, 1919, Las leys d'amors, manuscrit de l'Académie des jeux floraux, Imprimerie et librairie Édouard Privat, Toulouse, Auguste Picard, Paris 1919, tome 1, 1919, tome 2, 1919, tome 3, 1920, tome 4, Études, notes, glossaire et index, réimpression Johnson reprint corporation, 1971
- Poésies du Troubadour Peire Raimon de Toulouse (1920)
- Histoire sommaire de la littérature méridionale au Moyen Âge (1921) (lire en ligne), Slatkine Reprints, Genève, 1973
- Anthologie des troubadours (1927)
- Les Troubadours de Toulouse (1928) (lire en ligne)
- Les Troubadours et les Bretons (1929) (lire en ligne)
- Pour étudier les patois méridionaux. Notice bibliographique
- Grammaire élémentaire de l'ancien français, 5e édition (lire en ligne)
- Notes sur l'emploi de l'article en français